# Серед літа
«Серед літа» — радянський художній фільм 1975 року, знятий режисером Василем Ілляшенком на Кіностудії ім. О. Довженка.

## Сюжет
Андрій Троян та Володимир Рубан колись разом навчалися у сільгоспакадемії. Після четвертого курсу Рубан, перейшовши на заочне відділення, поїхав працювати до села. Навчаючись в аспірантурі, Троян вивів новий сорт пшениці Марія. Ставши директором радгоспу, Рубан запрошує Трояна головним агрономом, щоби на практиці випробувати його пшеницю. Між ними встановлюються непрості відносини: зіткнення трапляються і щодо методів та стилю керівництва. Так само складно, але врешті-решт щасливо складається особисте життя Трояна — його взаємини з вчителькою Марією.

## У ролях
- Костянтин Степанков — Рубан
- Богдан Ступка — Троян
- Земфіра Цахілова — Марія
- Віталій Расстальной — Тур
- Григорій Михайлов — Анастас
- Олександр Гай — Скорина
- Віктор Черняков — Лагода
- В'ячеслав Воронін — Макарець
- Людмила Купіна — Надія, дружина Рубана
- Галина Довгозвяга — роль другого плану
- Вілорій Пащенко — зоотехнік
- Неоніла Гнеповська — роль другого плану
- Віктор Поліщук — епізод
- Катерина Брондукова — епізод
- Іван Пайтіна — епізод
- В. Черкес — епізод

## Знімальна група
- Режисер — Василь Ілляшенко
- Сценарист — Юрій Пархоменко
- Оператор — Юрій Гармаш
- Композитор — Олександр Білаш
- Художник — Віктор Жилко